# Кимати, Дедан Вачиури
Дедан Вачиури Кимати (суахили Dedan Kimathi Waciuri; 31 октября 1920, Ньери, Центральная провинция, Британская Кения — 18 февраля 1957, Найроби, Британская Кения) — один из руководителей вооружённого восстания мау-мау в Кении в 1952-56 годах.

## Биография
Кимати происходил из народа кикуйю. Окончил миссионерскую школу шотландской церкви в Туму-Туму (округ Ньери). Работал учителем в начальной школе, сельскохозяйственным рабочим, мелким служащим в колониальной администрации. Во время Второй мировой войны в 1941 году служил в британских колониальных войсках.
В конце 1940-х годов присоединился к стихийному антиколониальному движению за возвращение земель африканцам, вступив в подпольную организацию «За землю и свободу». Стал одним из первых организаторов «лесных отрядов» кикуйю. В начале 1950-х вступил в Союз африканцев Кении (САК). С октября 1952 года возглавлял крупнейшую группировку повстанцев в лесах горного массива Абердэр, затем стал главнокомандующим повстанческой «Армией земли и свободы». Организовывал налёты на белых поселенцев и чиновников местной администрации, диверсии и поджоги.
В октябре 1956 года был взят в плен, после суда — повешен как разбойник. Ныне считается национальным героем Кении.